# Seznam patriarchů Církve československé husitské
Toto je seznam patriarchů Církve československé, od roku 1971 Církve československé husitské.

## Patriarchové
- ThDr. Karel Farský (26. červenec 1880 – 12. červen 1927) celocírkevně zvolený patriarcha 1924–1927, biskup západočeský oficiálně 1923–1927
- ThDr. h. c. Gustav Adolf Procházka (11. březen 1872 – 9. únor 1942), patriarcha a biskup západočeský 1928–1942, dříve biskup východočeský 1923–1928
- Prof. ThDr. PhDr. František Kovář (2. září 1888 – 12. červen 1969) patriarcha 1946–1961
- Prof. PhDr. ThDr. h. c. Miroslav Novák (26. říjen 1907 – 5. květen 2000) patriarcha 1961–1990, dříve biskup pražský 1946–1961
- Mgr. Vratislav Štěpánek (18. červen 1930 – 21. červenec 2013) patriarcha 1991–1994, souběžně biskup brněnský 1989–1999
- Mgr. Josef Špak (10. červenec 1929 – 12. září 2016) patriarcha 1994–2001
- ThDr. Jan Schwarz (27. září 1958 – 10. listopad 2023) patriarcha 2001–2005
- ThDr. Tomáš Butta, Th.D. (* 12. červen 1958) patriarcha 2006 – t. č. v úřadu